# V-League (Coreia do Sul)
V-League é o termo usado para denominar a Liga Profissional de Voleibol na Ásia entre Clubes. A Liga Coreana de Voleibol ou V-League é uma competição de voleibol de clubes da Coreia do Sul que foi  fundada em 2005 com 6 clubes no masculino e 5 clubes no feminino. Desde a temporada 2009-10 , Seoul Dream Six juntou-se a liga masculina.

## Equipes (Temporada 2011/2012)

### Clubes de Voleibol Masculino
- Cheonan Hyundai Capital Skywalkers
- Daejeon Samsung Fire Bluefangs
- Gumi LIG Greaters
- Incheon Korean Air Jumbos
- Sangmu Shinhyup (Korea Armed Forces Athletic Corps (Equipe de Voleibol)
- Seoul Dream Six
- Suwon KEPCO 45

### Clubes de Voleibol Feminino
- Daejeon KGC
- Hwaseong IBK Altos
- Incheon Heungkuk Life Pink Spiders
- Seongnam Korea Expressway Hi-pass Zenith
- GS Caltex Seoul KIXX
- Suwon Hyundai E&C Hillstate

## Campeões

### Campeões no Voleibol Masculino

#### Títulos por Temporada
| Temporada | Vencedores              | Vice-campeões           |
| --------- | ----------------------- | ----------------------- |
| 2005      | Daejeon Samsung Fire    | Cheonan Hyundai Capital |
| 2005-06   | Cheonan Hyundai Capital | Daejeon Samsung Fire    |
| 2006-07   | Cheonan Hyundai Capital | Daejeon Samsung Fire    |
| 2007-08   | Daejeon Samsung Fire    | Cheonan Hyundai Capital |
| 2008-09   | Daejeon Samsung Fire    | Cheonan Hyundai Capital |
| 2009-10   | Daejeon Samsung Fire    | Cheonan Hyundai Capital |
| 2010-11   | Daejeon Samsung Fire    | Incheon Korean Air      |
| 2011-12   | Daejeon Samsung Fire    | Incheon Korean Air      |

#### Títulos por Clube
| Clube                              | Campeões | Vice-campeões |
| ---------------------------------- | -------- | ------------- |
| Daejeon Samsung Fire Bluefangs     | 6        | 2             |
| Cheonan Hyundai Capital Skywalkers | 2        | 4             |
| Incheon Korean Air Jumbos          | 0        | 2             |

### Campeões Voleibol Feminino

#### Títulos por Temporada
| Temporada | Vencedores            | Vice-campeões                  |
| --------- | --------------------- | ------------------------------ |
| 2005      | Daejeon KT&G          | Gumi Korea Highway Corporation |
| 2005-06   | Cheonan Heungkuk Life | Gumi Korea Highway Corporation |
| 2006-07   | Cheonan Heungkuk Life | Suwon Hyundai E&C              |
| 2007-08   | Incheon GS Caltex     | Cheonan Heungkuk Life          |
| 2008-09   | Cheonan Heungkuk Life | Incheon GS Caltex              |
| 2009-10   | Daejeon KT&G          | Suwon Hyundai E&C              |
| 2010-11   | Suwon Hyundai E&C     | Incheon Heungkuk Life          |
| 2011-12   | Daejeon KGC           | Suwon Hyundai E&C              |

#### Títulos por Clube
| Clube                                    | Campeões | Vice-campeões |
| ---------------------------------------- | -------- | ------------- |
| Incheon Heungkuk Life Pink Spiders       | 3        | 2             |
| Daejeon KGC                              | 3        | 0             |
| Suwon Hyundai E&C Hillstate              | 1        | 3             |
| GS Caltex Seoul KIXX                     | 1        | 1             |
| Seongnam Korea Expressway Hi-pass Zenith | 0        | 2             |

## Título Patrocinadores
| Temporada              | Nome              |
| ---------------------- | ----------------- |
| 2005 ~ 2005-06         | KT&G              |
| 2006-07                | Hyundai Hillstate |
| 2007-08 ~ presente ano | NH Nonghyup       |

## Ligações Externas
- Korea Volleyball Federation (kor)